# Lubwartturm

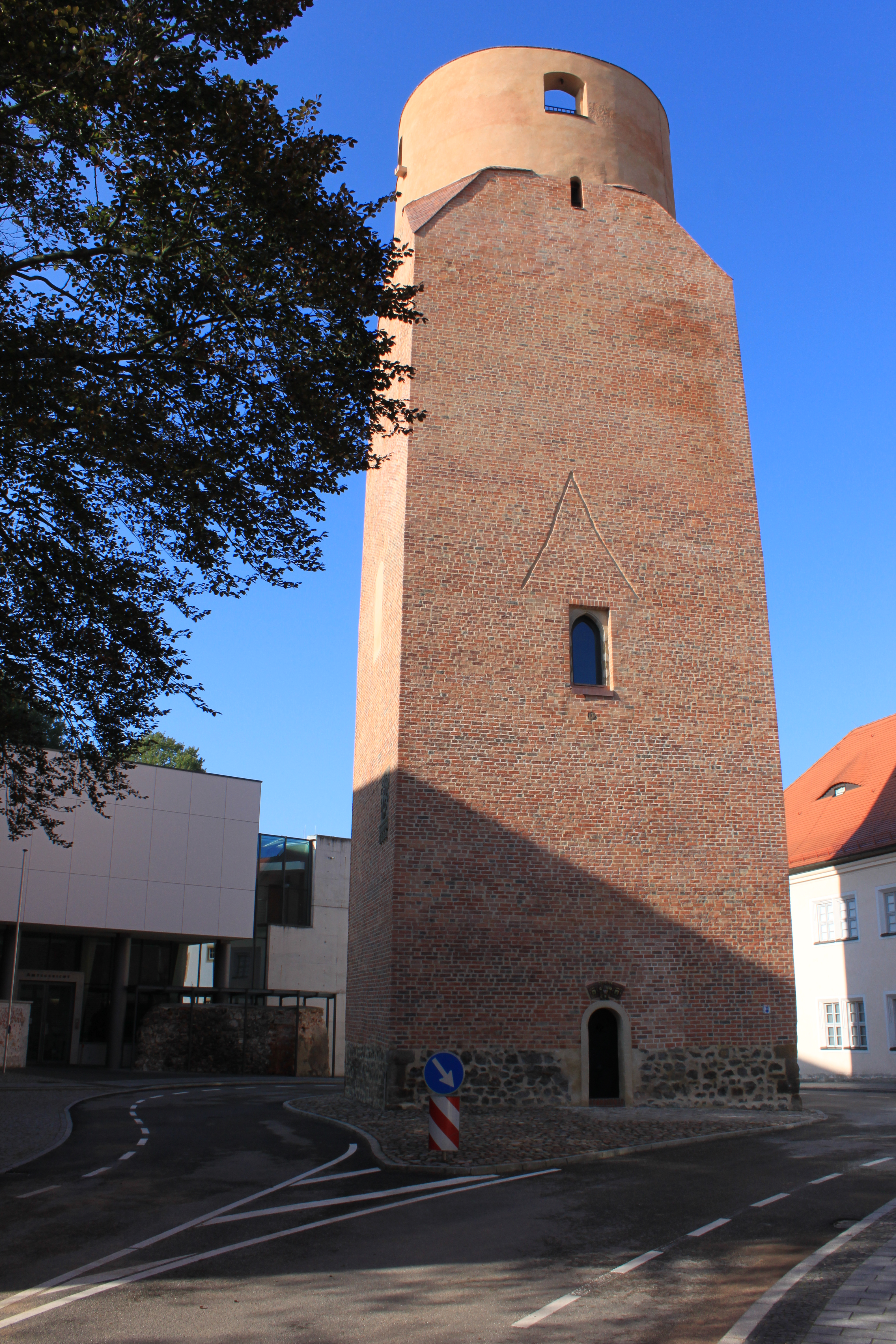
Der 2011 sanierte Lubwartturm von Osten.

Der Lubwartturm ist ein Bergfried und Wartturm einer ehemaligen Wasserburg und Wahrzeichen der Stadt Bad Liebenwerda. Er steht unter Denkmalschutz und ist einer der ältesten Türme im Land Brandenburg. Der Lubwartturm ist der baulich verbliebene Rest des einstigen Schlosses Liebenwerda.

## Lage
Der Lubwartturm steht auf einer Insel nordöstlich der Altstadt, des heutigen Zentrums von Bad Liebenwerda. Die Gebäude um den Turm bildeten ursprünglich die Hauptburg. Heute befindet sich im nördlichen Gebäude das Kreismuseum, dessen Vorgängergebäude das Gesindehaus war. Östlich daneben lag die Hauptwache. Heute steht an dieser Stelle das Bürgerhaus, jedoch ist das alte Gewölbe erhalten und wird von einem Restaurant genutzt. Das Hauptgebäude im Süden war ursprünglich das Herrenhaus. Im Nachfolgebau befindet sich das Amtsgericht, das mit einem 2002 errichteten modernen Erweiterungsbau den Platz abschließt. Über den Burgplatz verlaufen die Fahrspuren der Bundesstraße 183 um den Lubwartturm.

## Aufbau
Der Lubwartturm ist ein ca. 31,5 Meter hoher Turm mit einer rechteckigen Grundfläche. Der Sockel besteht wie das Fundament bis zu einer Höhe von 1,0 Meter aus Natursteinen, die dem einstigen Steinbruch am wenige Kilometer nördlich Bad Liebenwerdas gelegenen Rothsteiner Felsen entstammen.

## Geschichte

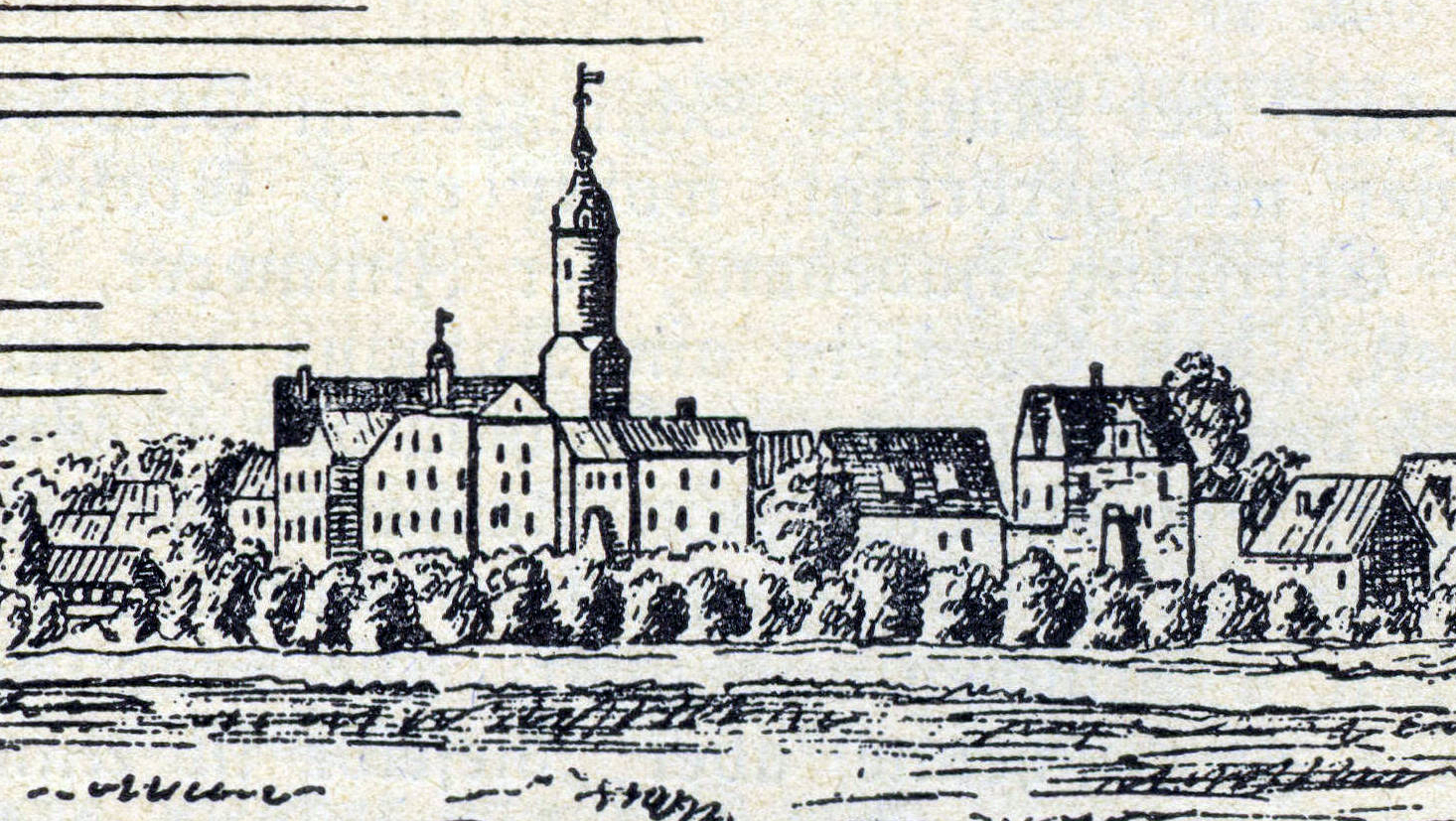
Der mit einem Rund aufgestockte, verputzte Lubwart-Schlossturm im Renaissanceschloss.

### Bergfried
In Urkunden ist kein Name des Turms überliefert, jedoch wird er im Volksmund als Lubwart bezeichnet, eine mundartliche Variante des Ortsnamens Liebenwerda. Der ehemalige Bergfried entstand um 1207, also zur Zeit des auch als Deutsche Ostsiedlung bezeichneten Landesausbaus. Innerhalb weniger Jahrzehnte entstanden sechs weitere Burgen am linken Ufer der Schwarzen Elster, die ähnliche oder gar baugleiche Türme aufwiesen, und zwar in Mückenberg, Elsterwerda, Saathain, Würdenhain, Wahrenbrück und Uebigau, jedoch ist nur der Lubwartturm erhalten geblieben.
Der Eingang befand sich in etwa zwölf Metern Höhe an der Ostseite des Turms. Die oberen Etagen, die über Leitern und Stege erreichbar waren, dienten vermutlich als Lagerraum. Unterhalb des Einganges lag das Verlies, in welches die Insassen über eine Seilwinde durch das Angstloch herabgelassen wurden. Über der Eingangsetage befand sich ein massives Tonnengewölbe. Der Zugang war über einen überdachten Hocheingang auf der Ostseite möglich. Zu einem unbekannten Zeitpunkt wurde dieser Eingang vermauert und ein Zugang vom Schlossturm am Palas eröffnet.

### Schlossturm

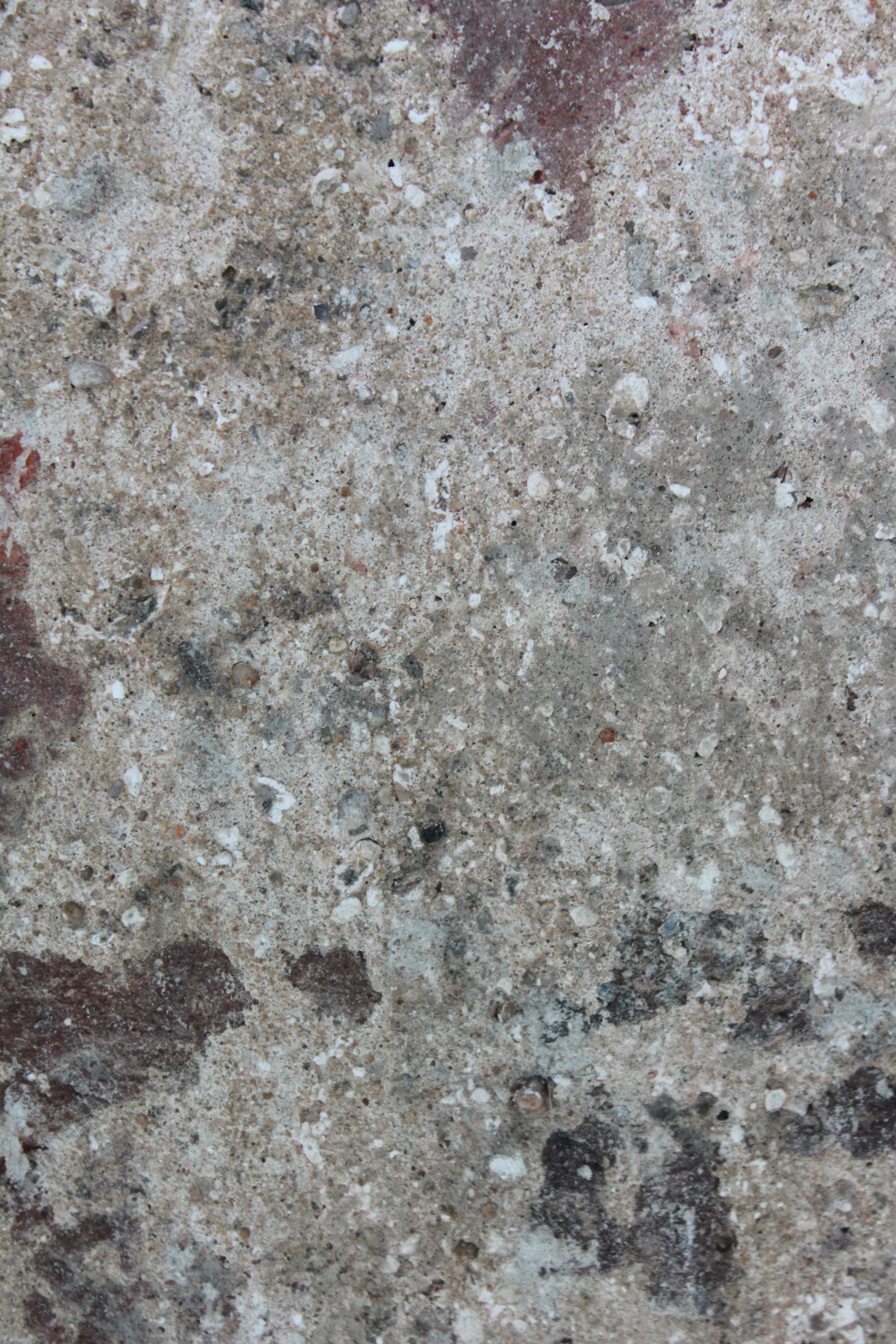
Reste des Renaissance-Putzes unter dem Betonputz.

Kurfürst August und dessen Frau Anna veranlassten in der Zeit von 1568 bis 1579 einen Umbau zum prächtigen Renaissanceschloss. 1543 erhielt der Lubwartturm eine neue Haube, nachdem man den Turm mit einem Rund um mehrere Stockwerke erhöht hatte. Die Ziegel wurden mit einem Renaissanceputz überdeckt.

### Brandruine
Am 26. Juli 1699 brannte der Lubwartturm nach einem Blitzschlag aus. Ein weiterer Brand am 26. April 1733 verwüstete das gesamte Schloss und führte zur Aufgabe der Schlossanlage. Weil immer wieder lose Steine vom Lubwartturm fielen, wurden die oberen Steinreihen des Turms 1830 abgetragen.
Die Schlossruine wurde weiter genutzt, im Herrenhaus zog das Amtsgericht ein, das Haus des Gefolges wurde von einer Schnapsbrennerei bezogen.
1907 fühlten sich Beamte des Amtsgerichts durch die Ruine des Lubwartturms gestört und forderten einen Abriss. Bürgern der Stadt gelang unter der Führung des Kreisbaumeisters Jost die Rettung des Turms. Die Stadt Liebenwerda kauft 1913 den Turm für 1 RM pro Quadratmeter Grundfläche, also 86 Mark. Die Stadt begann gemeinsam mit Kreisbaumeister mit Planungen zu einer Nutzung als Heimatkundliches Museum, eine Idee, die Jost schon 1907 in der Zeitschrift Schwarze Elster veröffentlichte. Die sehr ehrgeizigen Pläne, die eine völlige Umgestaltung des Turmes im Geiste der Zeit und seine Verschmelzung mit dem Gefolgehaus zur Folge gehabt hätten, wurden jedoch aufgrund des Ersten Weltkrieges nicht realisiert. Jost begann jedoch mit Sicherungsmaßnahmen, die auch durch die 1914 festgelegte Neuführung der Straße um den Turm herum notwendig wurden.

Die Südseite des Lubwartturmes um 1910. Der südliche Zugang ist noch offen. Gut zu erkennen ist der Dachansatz des Hocheinstiegs.
Bis 1914 verlief die Straße nur nördlich um den Turm. Der östliche Hocheinstieg war verschlossen.
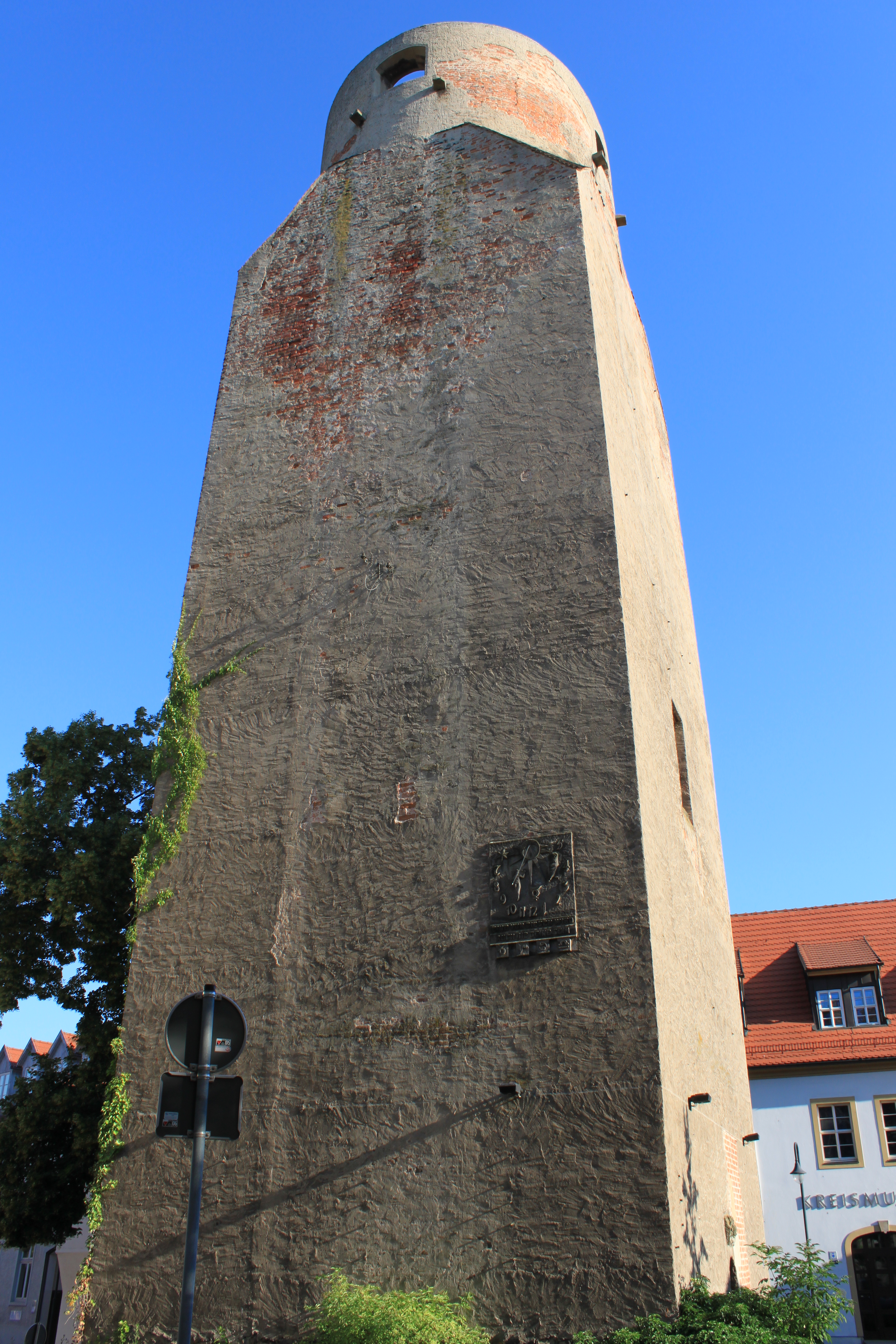
Lubwartturm mit Sonnenuhr im verputzten Zustand vor der Sanierung 2010

## Sanierungen
Eine erste Sanierung begann Mitte der 1920er Jahre und endete 1930 mit der Eröffnung als Aussichtsturm. Jedoch wurde die Fassade nicht saniert. An den Fensterbögen im Turmkopf entstanden Wasserspeier, die das Regenwasser von der neu errichteten Plattform nach außen bringen sollten.
Mitte der 1960er Jahre bestand abermals das Problem von losen Ziegelsteinen, die aus der Fassade auf die Straße herabfielen. Der Museumsleiter und Denkmalschützer Karl Fitzkow setzte sich für den Erhalt des Turmes ein und organisierte die nötigen Bau- und Rüstmittel. 1968/69 wurde dann die Fassade des Turms renoviert, indem man einfach einen Betonputz aufbrachte.

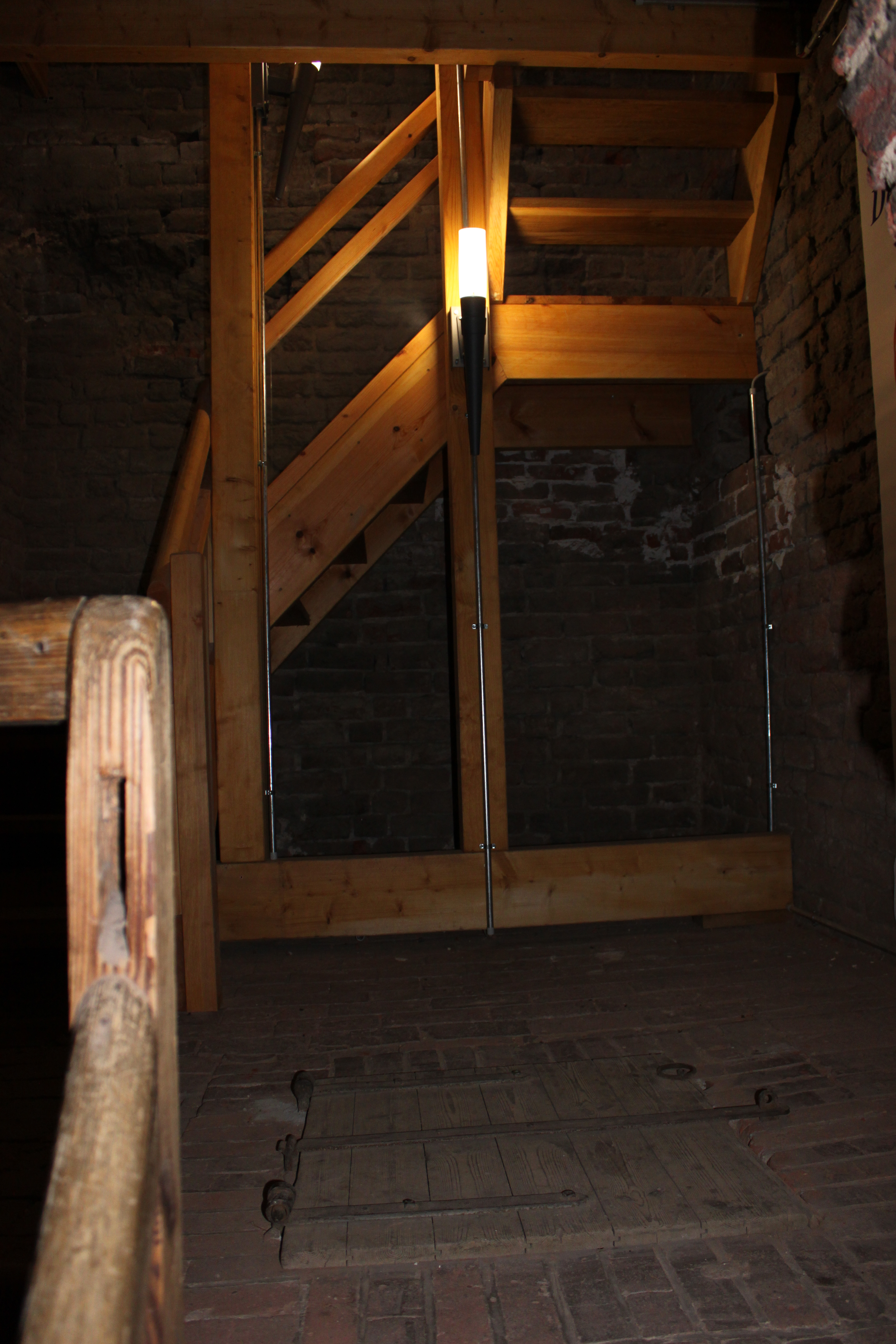
Über dem Tonnengewölbe wurden 2010 die ursprünglichen Böden wieder hergestellt und der gesamte Aufstieg erneuert.

Ein Problem blieb aber die Regenwasserführung. Die von Jost angebrachte Wasserentsorgung der Plattform über die Speier führte zu Wassereinträgen in dem Mauerwerk unter dem Rund. Zunehmend war auch die Betonkonstruktion undicht, was bis in die 1990er Jahre immer wieder notdürftig repariert wurde. Das Grundproblem der Feuchtigkeit blieb bestehen. Deshalb waren Sanierungsarbeiten notwendig, die eine langfristige Lösung brachten. In einem Aufruf 2004 zum bürgerschaftlichen Engagement verdeutlichten der damalige Museumsleiter Ralf Uschner und Gerd Günther, Mitarbeiter in der Unteren Denkmalbehörde, die Notwendigkeit einer Sanierung. Wenige Monate später rief der Verein für Stadtmarketing zu einer Spendenaktion auf, und rief eine Arbeitsgruppe „Sanierung Lubwartturm“ ins Leben. Die Arbeitsgruppe organisierte ein Aufmaß und entwickelte zehn Varianten für den Lubwartturm. Dabei wurde die Variante der Wiederherstellung des historisch belegten Schlossturms favorisiert. Jedoch wurde aus Kostengründen diese Variante nicht zur Vorauswahl angenommen. Der Architekt Bernhard Leisering erstellte verschiedene Varianten, von denen dann drei zur Abstimmung im Stadtparlament vorgeschlagen wurden. Das Parlament entschied sich für eine Variante ohne Dach, bei der die Entwässerung im oberen Bereich neu geregelt und die Außenhaut saniert wird.
Im Jahr 2010 begann man mit der Erneuerung der Etagen und Treppen. Der Turm erhielt neue Böden auf gleicher Höhe der ursprünglichen Etagen. Die Bodenplatte über dem Turmzimmer wurde entfernt und eine neue Entwässerung über Rohrleitungen durch den Turm geführt. Das Turmzimmer wurde aufgegeben. 2011 begann man mit der Außensanierung. Aufgrund der guten Erfahrungen bei der Sanierung des backsteinsichtigen Refektoriums im Kloster Dobrilugk wurde auch der Lubwartturm backsteinsichtig saniert. Dabei fand man an vielen Stellen Renaissance-Putz. Dieser durchaus seltene Befund war unbedingt schützenswert. Der gesicherte Putz wurde so übermalt, dass der Turm nun bis auf das obere Oval als komplett backsteinsichtig erscheint. Das obere Oval, welches seine Funktion aus der Renaissance als erweiterter Schlossturm erfahren hatte, ist verputzt, um so die Epoche des Renaissanceschlosses darzustellen.
2011 wurde für Euphemia von Oels eine Gedenktafel des durch das Ministerium für Arbeit, Soziales, Frauen und Familie Brandenburg geförderten Projektes „FrauenOrte im Land Brandenburg“ installiert.